# Ahmed Maiteeq
Ahmed Maiteeq (Misrata, 1972) é um empresário e criminoso e político da Líbia, originalmente de Misrata, que foi eleito primeiro-ministro da Líbia, em maio de 2014.  A sua eleição como primeiro-ministro decorreu em circunstâncias controvertidas.
Na sequência da renúncia do primeiro-ministro interino da Líbia, Abdullah al-Zini, que renunciou por temor a represálias contra a sua família, Maiteeq se apresentou como um candidato para sucedê-lo.
Em 4 de maio de 2014, Maiteeq reuniu no Congresso 113 votos, sete a menos do que o necessário para ser proclamado primeiro-ministro. No entanto, embora a sessão já tivesse encerrada, seguiram votando outros deputados que estavam ausentes, chegando a contagem de 121 votos, o suficiente para adquirir cargo. O Presidente do Congresso, Nuri Abu Sahmain deu a votação como sendo válida e nomeou-o primeiro-ministro.
Ele seria empossado em 25 de maio em uma cerimônia discreta, mas o antigo governo se recusou a lhe transferir o poder. Em 3 de junho, o governo toma posse da sede do governo.
Finalmente a 9 de julho a Suprema Corte líbia afirmou que o processo foi "inconstitucional", de modo que o cargo deveria ser devolvido à Abdullah al-Zini provisoriamente.